# En ven i bolignøden
En ven i bolignøden er en dansk film fra 1965, instrueret af Annelise Reenberg efter et manuskript af Peer Guldbrandsen.

## Medvirkende
- Birgit Sadolin, Nelly, kontorassistent
- Ebbe Langberg, Ib Nielsen, chauffør
- Morten Grunwald, Harry Olsen, mekaniker
- Ove Sprogøe, Børge Blom, fuldmægtig
- Ole Wegener, Kurt Weidelberg, arkitekt
- Karen Lykkehus, Laura Rasmussen, bogholderske
- Jeanne Darville, Vera Larsen, Ekspeditrice
- Sigrid Horne-Rasmussen, Lis Disinius, lejlighedsminister
- Gabriel Axel, von Bengeldorff, embedsmand i udenrigsm.
- Bjørn Puggaard-Müller, Nielsen, kontorchef
- Karl Stegger, C. C. Clausen, entreprenør
- Hans W. Petersen, Valde
- Bjørn Spiro
- Holger "Fællessanger" Hansen
- Paul Kelvin
- Ole Monty
- Miskow Makwarth
- Hjalmar Hansen
- Karen Wegener
- Henry Nielsen
- Ebba Amfeldt
- Gunnar Lemvigh
- Knud Rex
- Valsø Holm
- Agnes Rehni
- Knud Hallest
- Bertel Lauring
- Gerda Madsen
- Hugo Herrestrup
- Jørgen Weel
- Carl Nielsen
- Inga Løfgren
- Knud Hilding
- Klaus Scharling Nielsen
- Knud Schrøder
- Freddy Koch
- Poul Müller
- Gunnar Nu Hansen